# Avajan
Avajan é uma comuna francesa na região administrativa de Occitânia, no departamento dos Altos Pirenéus. Estende-se por uma área de 3,29 km², Em 2010 a comuna tinha 81 habitantes (densidade: 24,6 hab./km²)..